# Henrique Capriles Radonski
Henrique Capriles Radonski (født 11. juli 1972) er guvernør af delstaten Miranda i Venezuela. Henrique Capriles Radonski var studerende ved Universidad Católica Andrés Bello. 
Henrique Capriles Radonski var kandidat ved præsidentvalget i Venezuela den 14. april 2013, hvor han ifølge uofficielle oplysninger fik ca. 55 % af stemmerne mod ca. 45 % til den anden præsidentkandidat Nicolas Maduro[kilde mangler]. 